# Democratas Progressistas
Os Democratas Progressistas (em irlandês: An Páirtí Daonlathach; em inglês: Progressive Democrats), vulgarmente conhecido como PD, é um partido liberal da República da Irlanda. Em 8 de Novembro de 2008, o partido iniciou o processo de dissolução, e vai se dissolver formalmente mais tarde, em 2009.
Lançado em 21 de Dezembro de 1985 por Desmond O'Malley e por outros políticos que tinham saído dos partidos Fianna Fáil e Fine Gael, a progressistas democratas liberais tomaram posições sobre divórcio, contracepção e outras questões sociais. O partido também apoiou a liberalização económica, preconizando medidas como baixar impostos, retenção fiscal, privatização e reforma pensionária. Ele gozava de uma impressionante estreia no eleições parlamentares de 1987, ganhando 14 lugares no Dáil Éireann e capturando cerca de 12 por cento do voto popular para temporariamente ultrapassar o Partido Trabalhista como o terceiro maior partido da Irlanda.
Embora os Democratas Progressistas nunca mais ganhassem mais de 10 lugares no Dáil, eles formaram coligações parlamentares com o Fianna Fáil durante o 26.º Dáil (1989-92), o 28.º Dáil (1997-2002), o 29.º (2002-07) e o 30.º (2007-09). Estes sucessivos anos, como parceiro do Governo, a jovem coligação deu ao partido uma influência sobre a política e economia irlandesas desproporcional ao seu pequeno tamanho. Em particular, o partido tem sido muitas vezes creditado com a baixa de impostos, com o pró-ambiente empresarial que contribuíram para o Tigre Celta, um bom período económico na década de 1990 e 2000.
O partido é um membro dos Partido Europeu dos Liberais, Democratas e Reformistas (ELDR). Tem como afiliada a Juventude Democrata Progressista.

## Resultados eleitorais

### Eleições legislativas
| Data | CI. | Votos   | %            | +/-     | Deputados | +/- | Status   |
| ---- | --- | ------- | ------------ | ------- | --------- | --- | -------- |
| 1987 | 3.º | 210 583 | 11,8 / 100,0 |         | 14 / 166  |     | Oposição |
| 1989 | 4.º | 91 013  | 5,5 / 100,0  | 6,3     | 6 / 166   | 8   | Governo  |
| 1992 | 4.º | 80 787  | 4,7 / 100,0  | 0,8     | 10 / 166  | 4   | Oposição |
| 1997 | 4.º | 83 765  | 4,7 / 100,0  | Estável | 4 / 166   | 6   | Governo  |
| 2002 | 5.º | 73 268  | 4,0 / 100,0  | 0,7     | 8 / 166   | 4   | Governo  |
| 2007 | 6.º | 56 396  | 2,7 / 100,0  | 1,3     | 2 / 166   | 6   | Governo  |

### Eleições europeias
| Data | CI.           | Votos         | %             | +/-           | Deputados     | +/-           |
| ---- | ------------- | ------------- | ------------- | ------------- | ------------- | ------------- |
| 1989 | 3.º           | 194 059       | 12,0 / 100,0  |               | 1 / 15        |               |
| 1994 | 5.º           | 73 696        | 6,5 / 100,0   | 5,5           | 0 / 15        | 1             |
| 1999 | Não concorreu | Não concorreu | Não concorreu | Não concorreu | Não concorreu | Não concorreu |
| 2004 | Não concorreu | Não concorreu | Não concorreu | Não concorreu | Não concorreu | Não concorreu |